# 合道镇
合道镇，是中华人民共和国甘肃省庆阳市环县下辖的一个乡镇级行政单位。
2015年，甘肃省民政厅批复同意撤销合道乡，设立合道镇。

## 行政区划
合道镇下辖以下地区：
红崖洼村、陈旗村、尚西坪村、陶洼子村、梁坪村、朱家原村、赵原村、辛坪村、杨坪沟村、唐台子村、大路洼村、常崾岘村、寨子坪村、赵台村、瓦天沟村、何坪村和沈岭村。